# Columbo: Der erste und der letzte Mord
Der erste und der letzte Mord (Originaltitel: Caution: Murder Can Be Hazardous to Your Health) ist eine erstmals auf ABC gesendete Episode der Kriminalfilm-Reihe Columbo aus dem Jahr 1991. Die deutschsprachige Erstausstrahlung der zweiten Folge der zehnten Staffel folgte 1992 auf RTL plus. Der US-amerikanische Schauspieler George Hamilton verkörpert als Fernsehmoderator Wade Anders den Gegenspieler von Inspektor Columbo, dargestellt von Peter Falk.

## Handlung
Der beliebte Moderator Wade Anders präsentiert die erfolgreiche Fernsehreihe Crime Alert zur Aufklärung realer Verbrechen. Budd Clarke ist als Journalist für denselben Sender tätig und wurde bei der Bewerbung um die begehrte Position mit unlauteren Mitteln von seinem selbstgefälligen Konkurrenten verdrängt. Clarke hat unlängst ein Videoband erhalten, in dem der junge Anders in einem Pornofilm mit dem Titel Holly Does Houston zu sehen ist. Clarke verlangt von Anders, die Sendung freiwillig abzugeben, und droht andernfalls, mit den kompromittierenden Aufnahmen an die Öffentlichkeit zu gehen. Beide verabreden sich für den Folgetag zu einer Unterredung in Clarkes Haus. Doch Anders ist nicht bereit, sich erpressen zu lassen. Nachdem der stark rauchende Clarke eine Schachtel Zigaretten im Studio zurückgelassen hat, sucht Anders am Abend sein Büro auf. In mörderischer Absicht tränkt er einige Zigaretten mit hochgiftigem Nikotinsulfat und steckt sie wieder zurück in die Packung. Andere Zigaretten lässt er bis zum Filter abbrennen und bewahrt die Kippen mitsamt Asche in einem Plastikbeutel auf. Am nächsten Morgen kehrt er zurück und manipuliert die Bänder der Überwachungskamera, um den Eindruck zu erwecken, er hätte den ganzen Tag im Büro verbracht. Anschließend nimmt er eine Diskette mit bislang unverwendetem Material aus seiner Sendung an sich und fährt zum vorgesehenen Treffen mit Clarke. Dort wird er von dessen Hund empfangen, der an der Autotür scharrt. Während Clarke zur Untermauerung seiner Forderungen die brisante Videokassette einlegt, tauscht Anders die Zigarettenpackung auf dem Schreibtisch unbemerkt gegen die präparierte aus. Als sich Clarke eine neue Zigarette ansteckt, erleidet er wenige Augenblicke später einen Herzinfarkt und stirbt. Anders beseitigt alle Spuren und schüttet die mitgebrachten Zigarettenstummel in den Aschenbecher. Danach löscht er die vorbereitete Story über seine Jugendsünden von Clarkes Computer, kopiert einen anderen Artikel von seiner eigenen Diskette auf die Festplatte und platziert den ausgedruckten Papierbogen des Artikels neben den Toten. Den restlichen Abend verbringt Anders auf einer Feier mit seinen Arbeitskollegen.
Clarkes Leiche wird am nächsten Morgen aufgefunden. Obwohl ein natürlicher Tod aufgrund der vorhandenen Risikofaktoren wahrscheinlich ist, findet Columbo Unstimmigkeiten. Zum einen wurden die Zigaretten im Aschenbecher auf dem Schreibtisch im Gegensatz zu den anderen im Haus befindlichen Aschenbechern nicht geraucht, weil der markante braune Nikotinfleck am Filterende fehlt. Darüber hinaus weist die Reportage in den Händen des Opfers eine stilistische Besonderheit auf, die auf unterschiedliche Autoren schließen lässt: Während der Titel auf dem Ausdruck Groß- und Kleinbuchstaben enthält, bestehen die Überschriften von Clarkes übrigen Artikeln ausschließlich aus Großbuchstaben. Ein Besuch in seinem Büro unterstützt diese Vermutung, denn der besagte Artikel ist nicht im Computer gespeichert. Die Sekretärin teilt dem Inspektor mit, Clarke habe Anders kürzlich sprechen wollen. Daraufhin sucht Columbo den Moderator auf, um ihn mit den offenen Punkten bei seinen Ermittlungen zu konfrontieren. Clarke könne den ausgedruckten Bogen nicht eigenhändig vom Endlosdruckpapier abgetrennt haben, da seine Fingerabdrücke nur auf der Blattvorderseite vorhanden sind. Außerdem wurden die sichergestellten Zigaretten auf unterschiedliche Weise gelöscht. Demnach müsse sich am Tatabend eine weitere Person im Haus befunden haben. Derweil hat der Rechtsmediziner die Todesursache herausgefunden und bestätigt damit die Mordtheorie: Der Journalist ist an einer Nikotinvergiftung gestorben. Bei der Durchsuchung von Clarkes Wagen entdeckt der Inspektor eine Kompaktkassette mit Sprachnotizen, unter denen sich auch ein Hinweis auf das Videoband sowie einen Mann namens Arnie befindet. Columbo macht den Besitzer eines Erotikgeschäftes ausfindig und erfährt von ihm die Wahrheit über Anders’ unrühmliche Vergangenheit.
In der Gewissheit, dass Anders ein Motiv hat, befragt ihn der Inspektor zu seinem Aufenthaltsort zur fraglichen Zeit. Anders verspricht, das betreffende Band aus der Videoüberwachung im Büro zum Nachweis seiner Unschuld auszuhändigen. Columbo sieht sich die Aufzeichnung mehrmals an und erkennt ein wichtiges Detail im Hintergrund: Als Anders das Büro am Morgen betrat, war die Hecke vor der Eingangstür frisch geschnitten. Die Bilder von seinem nächtlichen Weggang zeigen jedoch verwilderte Büsche. Folglich müsse das Band zusammengeschnitten worden sein. Da der Gärtner seine Arbeiten am Tag von Clarkes Ermordung ausgeführt hat, besitzt Anders somit kein Alibi. Für die Überführung des Verdächtigen benötigt der Inspektor aber zusätzlich einen handfesten Beweis. Nachdem Clarkes Hund hereingebracht worden ist, bekräftigt der aufgebrachte Anders auf wiederholte Nachfrage, niemals in dessen Haus gewesen zu sein. Doch zwischenzeitlich angefertigte Makrofotos von Anders’ Fahrertür zeigen charakteristische Kratzspuren, die wegen einer fehlenden Kralle nur vom Hund des Opfers stammen können. Anders gesteht die Tat und wird verhaftet.

## Hintergrund
Der englische Originaltitel bezieht sich auf den Warnhinweis “Caution: Cigarette Smoking May Be Hazardous to Your Health” (deutsch: „Warnung: Rauchen kann Ihre Gesundheit gefährden“) auf amerikanischen Zigarettenpackungen gemäß Cigarette Labeling and Advertising Act aus dem Jahr 1965.
April Raynell, eine der drei Drehbuchautorinnen dieser Episode, arbeitete viele Jahre als Executive Assistant für Peter Falk.

## Besetzung und Synchronisation
Die deutschsprachige Synchronfassung entstand bei der Alster Studios Synchron unter der Dialogregie und nach einem Dialogbuch von Wolfgang Jürgen.
| Figur              | Darsteller       | Deutscher Sprecher       |
| ------------------ | ---------------- | ------------------------ |
| Lieutenant Columbo | Peter Falk       | Claus Biederstaedt       |
| Gaststars          |                  |                          |
| Wade Anders        | George Hamilton  | Eckart Dux               |
| Budd Clarke        | Peter Haskell    | Günther Flesch           |
| Maxine Jarrett     | Penny Johnson    | Astrid Kollex            |
| Arnie              | Robert Donner    | Jochen Sehrndt           |
| George             | Steven Gilborn   | Wolfgang Schimmelpfennig |
| Henry Santos       | Rick Najera      |                          |
| Lisa               | Marie Chambers   |                          |
| Weitere Darsteller |                  |                          |
| Sergeant Lewis     | Dennis Bailey    |                          |
| Melanie            | Patricia Allison |                          |
| John               | Jack Tate        |                          |
| Jack               | Paul Ganus       |                          |
| Barbara Baylor     | Linda Dona       |                          |
| Duke Dimarco       | Michael D. Russo |                          |
| Techniker          | Louis Herthum    |                          |
| Linda              | Emily Kuroda     |                          |

## Rezeption
Die Fernsehzeitschrift TV Spielfilm vergab eine neutrale Wertung (Daumen mittig): „Columbo in einem eher lauen Fall. […] Eine eher schwache Episode mit wenig Originalität und Humor.“
Der Autor Michael Striss wertete mit drei von vier Sternen (sehr empfehlenswert). Er lobte die Skriptschreiberinnen und die Besetzung des Widersachers mit einem bewährten Darsteller, kritisierte aber auch Logiklöcher in der Story: „Ein Autorinnen-Trio hat hier eine originelle Episode geschaffen […]. George Hamilton, als Protagonist einer der besten Folgen überhaupt (»Der Schlaf, der nie endet«) noch gut in Erinnerung, kann wieder richtig böse dreinblicken. Unverständlich bleibt nur, warum Anders zum Tatort eigene Zigarettenkippen mitbringt, die auch prompt als ungeraucht von Columbo erkannt werden. Einem Mitarbeiter des Fernsehstudios, der Columbos Anwesenheit meldet, gelingt es, in einem Satz eine umfassende Beschreibung seiner Person zu liefern: »Da ist ein Inspektor Columbo, der erzählt was von der Mordkommission, und dass er ’ne Frau hat….«“